# Elena Linari
Elena Linari (Fiesole; 15 de abril de 1994) es una futbolista italiana. Juega como defensa en la Roma de la Serie A de Italia y es internacional con Selección femenina de fútbol de Italia.
Elena ha ganado tres veces la Serie A italiana y cuatro veces la Copa Italia, con el Brescia, la Fiorentina y la Roma; y una vez campeona de Liga en España, con el Atlético de Madrid.

## Carrera

### Club

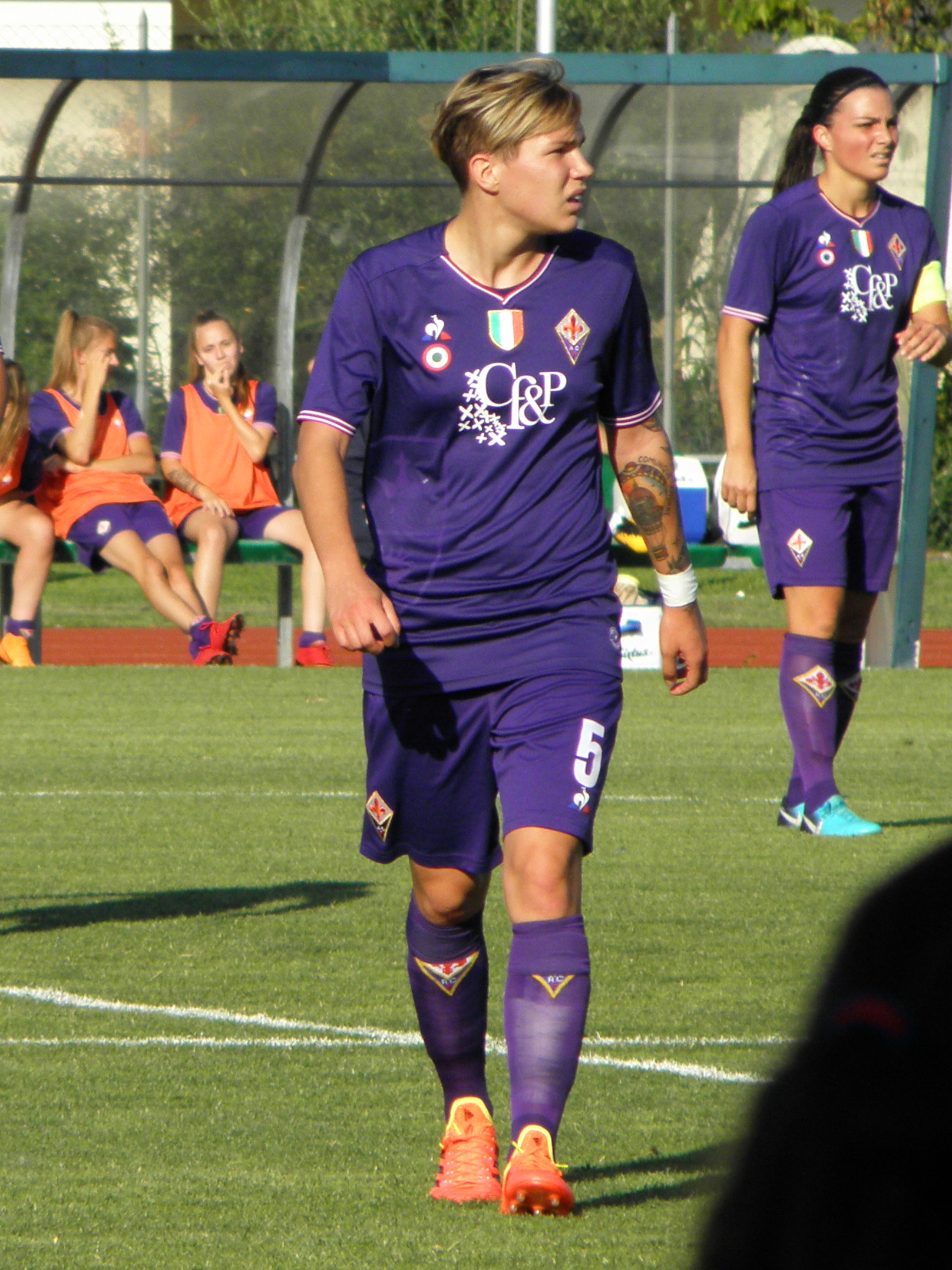
Elena Linari Fiorentina Women's FC vs UPC Tavagnacco 2018-06-16

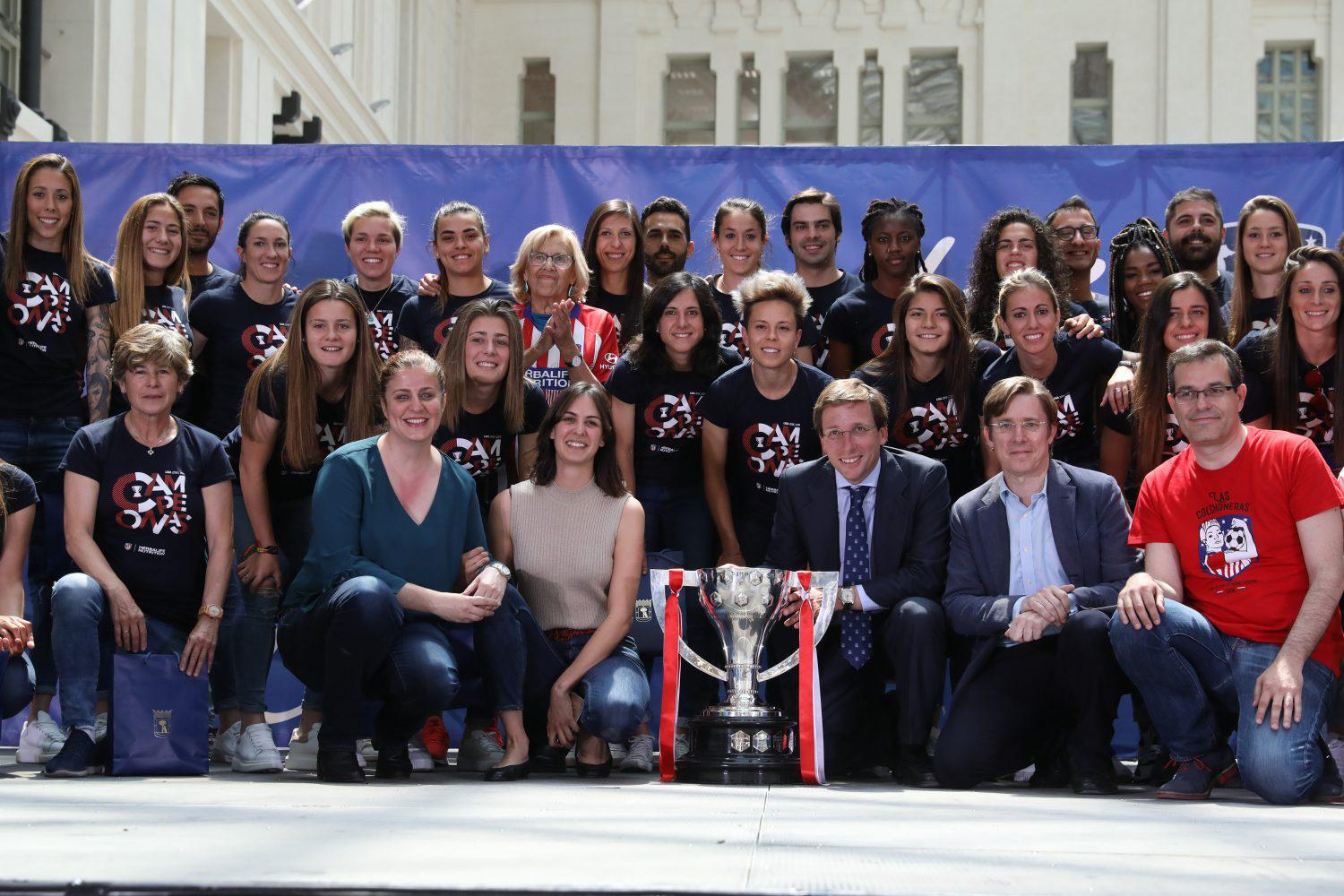
La alcaldesa recibe al equipo femenino del Atlético de Madrid ganador de la Liga Iberdrola 2019

Elena comenzó a jugar al fútbol en el Atlética Castello, un equipo masculino, luego jugó en el Desolate y a la edad de 14 años se unió al Firenze, equipo precursor de la Fiorentina, equipo del que Linari es aficionada.
Permaneció 5 años en el Firenze, desde la temporada 2008-09 hasta la temporada 2012-13. Con este equipo ascendió a la Serie A, categoría en la que debutó con 16 años. En su última temporada ganó el campeonato juvenil.
En el verano de 2013 fichó por el Brescia. En este equipo ganó la Serie A en su primera temporada. 
En la temporada 2014-15 ganó la Supercoppa y una Coppa Italia. El 9 de octubre de 2014, hizo su debut en la UEFA Champions League Femenina y a final de temporada fue elegida mejor defensa del campeonato junto a Roberta D'Adda.
En la temporada 2015-16 logró un triplete ganando Liga, Coppa y Supercoppa. 
En el verano de 2016, decidió volver a casa y ficha por la Fiorentina. En la temporada 2016-17 ganó la Serie A y la Coppa Italia, y en la 2017-18 ganó la Supercoppa y la Coppa, y quedó en segunda posición en la Serie A. También ganó el premio 'Italian Values Award'. En marzo de 2018 fue una de las 55 preseleccionadas para el Top-11 Mundial de la FIFPRO.
El 20 de junio de 2018, el Atlético de Madrid hizo público el fichaje de Linari. En su anuncio el club destacó su contundencia y experiencia. Linari decalró que había decidido fichar por el Atlético para vivir una experiencia nueva en el extranjero y seguir aprendiendo y creciendo. Aunque empezó siendo titular, poco a poco empezó a ser suplente. Marcó su primer gol con el club el 13 de enero de 2019 ante el EDF Logroño en liga. El 5 de mayo de 2019 ganó su primer título de Liga en España. El equipo fue subcampeón de la Copa de la Reina.
En la temporada 2019-20 fue utilizada de comodín, jugando tanto como central como lateral derecho y mediocentro defensivo, aliviando las bajas de Kenti Robles, Silivia Meseguer y Virginia Torrecilla cuando no estuvieron disponibles. Jugó 17 partidos de liga, 11 de ellos como titular, antes de que se suspendiera con motivo de la pandemia del Covid-19 y quedando subcampeona de liga. Disputó la semifinal la Supercopa en la que cayeron derrotadas por el F. C. Barcelona y no participó en el partido de octavos de final de la Copa de la Reina ante el Betis en el que pasaron las sevillanas al vencer en la tanda de penaltis.

### Selección

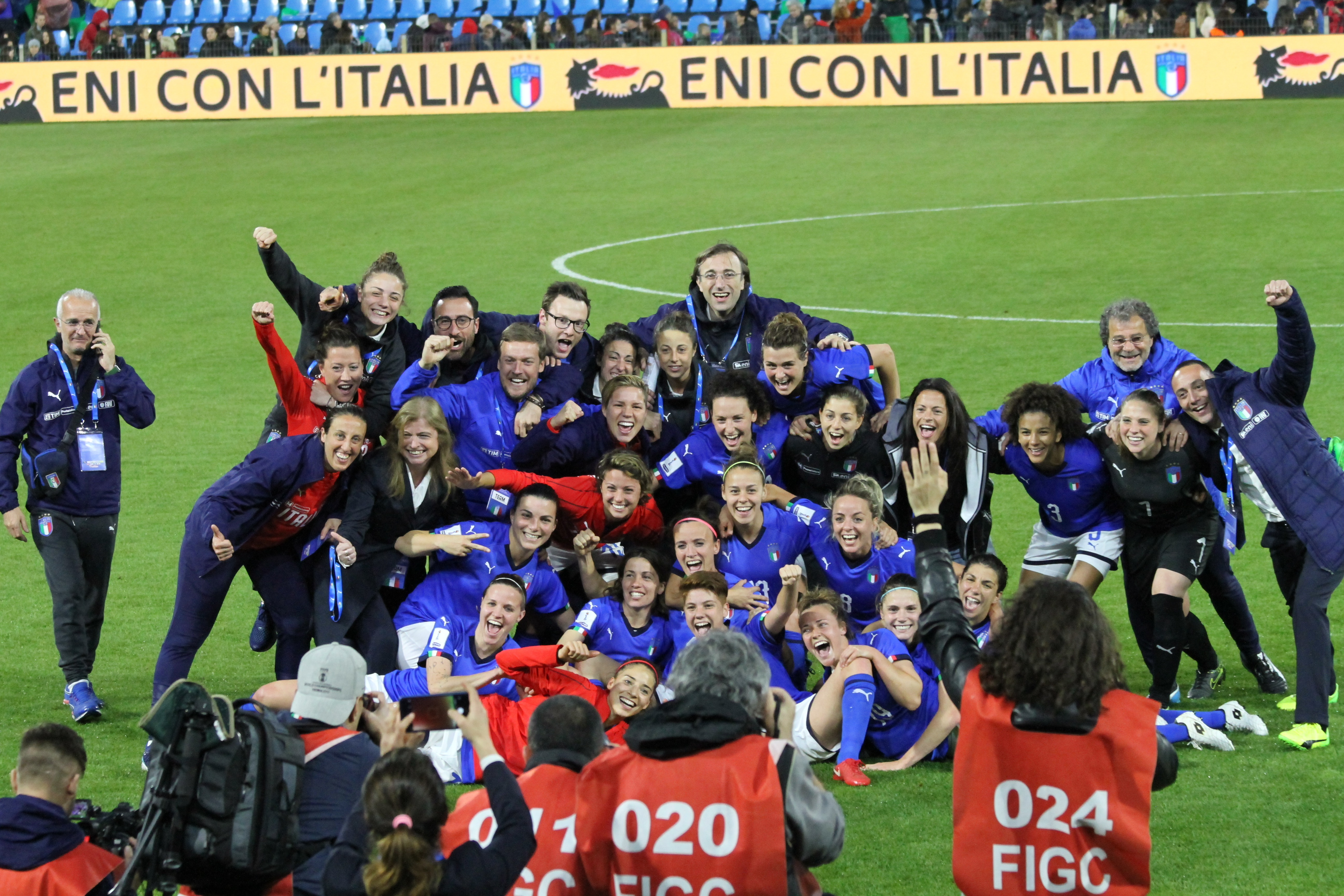
Celebrando tras un partido de clasificación para el Mundial en abril de 2018

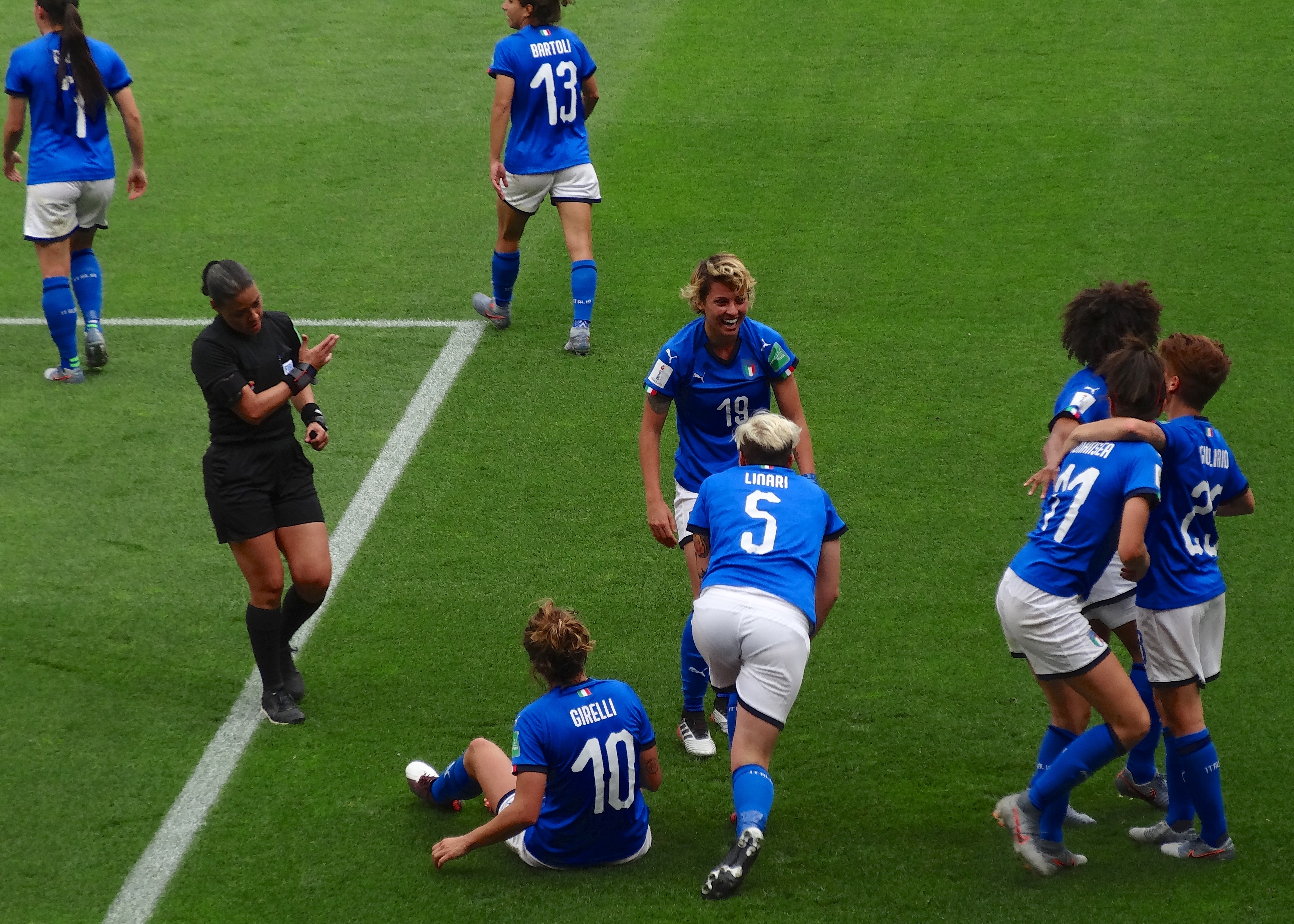
Linari celebra un gol en el Mundial de Francia de 2019

Linari ha jugado con la selección italiana en las categorías Sub-17, Sub-19, Sub-20 y absoluta.
Elena Linari debutó con la Selección Sub-17 el 23 de abril de 2009 en un amistoso contra Escocia que terminó con victoria Italiana por 3 goles a 1. Debutó en partido oficial el 16 de octubre de 2009, en el partido que ganó Italia por 7 a 0 contra las Islas Feroe en la primera ronda de clasificación para el Campeonato de Europa de la UEFA.
Más tarde fue convocada con la Sub-19, con la que jugó 16 partidos batiendo el récord de internacionalidades en esta categoría hasta que la sobrepasó Pamela Gueli. Jugó un partido en la Eurocopa Sub-19 de 2010 y participó en la Eurocopa Sub-19 de 2011 en la que Italia fue sede y alcanzó las semifinales, jugando tres partidos en la competición.
En la categoría Sub-20 participó en el Mundial de 2012 de Japón. Elena marcó el 19 de agosto el único gol de Italia en el campeonato en la Fase de grupos en un partido contra Brasil que terminó con empate a uno.
Elena debutó con la Selección Nacional el 31 de octubre de 2013 contra España en partido válido para la clasificación para el Campeonato Mundial de Fútbol Femenino 2015. El partido concluyó con victoria española por 2 a 0 y el seleccionador italiano era Antonio Cabrini. A partir de 2016 se convirtió en habitual en el equipo, contribuyendo a la clasificación para la Eurocopa de 2017, en la que jugó tres partidos y la clasificación para el Mundial de 2019.
Jugó los cinco partidos que disputó Italia en el Mundial de Francia de titular. Debutó el 9 de junio de 2019 con victoria por 2-1 sobre Australia. En el segundo partido vencieron por 5-0 a Jamaica y en el tercer partido perdieron por 1-0 ante Brasil, y en el que Linari a pesar de realizar un buen encuentro con varias anticipaciones, cometió el penalti del gol, pero pasaron a octavos como primeras de grupo. En los octavos de final derrotaron a China por 2-0 y en cuartos de final fueron eliminadas por los Países Bajos, que ganaron por 2-0.
Participó en la clasificación para la Eurocopa de 2021. El 4 de marzo de 2020 participó en la Copa Algarve y marcó un gol ante Portugal.

## Estadísticas

### Club
Actualizado al 6 de febrero de 2020
| Temporada                | Equipo                   | Liga                     | Liga     | Liga  | Copa nacional | Copa nacional | UWCL     | UWCL  | Otras copas | Otras copas | Total    | Total |
| Temporada                | Equipo                   | Comp                     | Partidos | Goles | Partidos      | Goles         | Partidos | Goles | Partidos    | Goles       | Partidos | Goles |
| ------------------------ | ------------------------ | ------------------------ | -------- | ----- | ------------- | ------------- | -------- | ----- | ----------- | ----------- | -------- | ----- |
| 2008-2009                | Firenze                  | Serie A2                 | 19       | 2     | ?             | ?             | -        | -     | -           | -           | 19+      | 2+    |
| 2009-2010                | Firenze                  | Serie A2                 | 19       | 1     | ?             | ?             | -        | -     | -           | -           | 19+      | 1+    |
| 2010-2011                | Firenze                  | Serie A                  | 17       | 1     | ?             | ?             | -        | -     | -           | -           | 17+      | 1+    |
| 2011-2012                | Firenze                  | Serie A                  | 24       | 2     | ?             | ?             | -        | -     | -           | -           | 24+      | 2+    |
| 2012-2013                | Firenze                  | Serie A                  | 28       | 2     | ?             | ?             | -        | -     | -           | -           | 28+      | 2+    |
| Total Firenze            | Total Firenze            | Total Firenze            | 107      | 8     | ?             | ?             | -        | -     | -           | -           | 107+     | 8+    |
| 2013-2014                | Brescia                  | Serie A                  | 29       | 2     | ?             | ?             | -        | -     | -           | -           | 29+      | 2+    |
| 2014-2015                | Brescia                  | Serie A                  | 22       | 0     | 4             | 0             | 1        | 0     | 1           | 0           | 28       | 0     |
| 2015-2016                | Brescia                  | Serie A                  | 19       | 1     | 4             | 1             | 6        | 0     | 1           | 0           | 30       | 2     |
| Total Brescia            | Total Brescia            | Total Brescia            | 70       | 3     | 8+            | 1+            | 7        | 0     | 2           | 0           | 87+      | 4+    |
| 2016-2017                | Fiorentina               | Serie A                  | 22       | 5     | 4             | 1             | -        | -     | -           | -           | 26       | 6     |
| 2017-2018                | Fiorentina               | Serie A                  | 22       | 8     | 4             | 1             | 4        | 0     | 1           | 0           | 30       | 7     |
| Total Fiorentina         | Total Fiorentina         | Total Fiorentina         | 44       | 13    | 8             | 2             | 4        | 0     | 1           | 0           | 56       | 13    |
| 2018-2019                | Atlético de Madrid       | Primera División         | 15       | 1     | 2             | 0             | 4        | 0     | -           | -           | 21       | 1     |
| 2019-2020                | Atlético de Madrid       | Primera División         | 17       | 0     | 1             | 0             | 3        | 0     | 0           | 0           | 21       | 0     |
| Total Atlético de Madrid | Total Atlético de Madrid | Total Atlético de Madrid | 32       | 1     | 3             | 0             | 7        | 0     | -           | -           | 42       | 1     |
| Total carrera            | Total carrera            | Total carrera            | 253      | 25    | 19+           | 3+            | 18       | 0     | 3           | 0           | 293+     | 28+   |

### Selección
Actualizado al último partido jugado el 7 de marzo de 2020.
| Selecciones                                                                                                | 'Temporada    | Europeo(4) | Europeo(4) | Europeo(4) | Mundial (4) | Mundial (4) | Mundial (4) | Amistosos | Amistosos | Amistosos | Total | Total | Total  | Media goleadora |
| Selecciones                                                                                                | 'Temporada    | Part.      | Goles      | Asist.     | Part.       | Goles       | Asist.      | Part.     | Goles     | Asist.    | Part. | Goles | Asist. | Media goleadora |
| --- | ------------- | ---------- | ---------- | ---------- | ----------- | ----------- | ----------- | --------- | --------- | --------- | ----- | ----- | ------ | --------------- |
| Sub-17 | 2009          | 1          | 0          | 0          | 0           | 0           | 0           | 2         | 0         | 0         | 3     | 0     | 0      | 0,00            |
| Sub-17 | 2010          | 6          | 0          | 0          | 0           | 0           | 0           | 2         | 0         | 0         | 8     | 0     | 0      | 0,00            |
| Sub-17 | 2011          | 3          | 0          | 0          | 0           | 0           | 0           | 4         | 0         | 0         | 7     | 0     | 0      | 0,00            |
| Sub-17 | Total         | 10         | 0          | 0          | 0           | 0           | 0           | 8         | 0         | 0         | 18    | 0     | 0      | 0,00            |
| Sub-19 | 2010          | 1          | 0          | 0          | 0           | 0           | 0           | 0         | 0         | 0         | 1     | 0     | 0      | 0,00            |
| Sub-19 | 2011          | 6          | 0          | 0          | 0           | 0           | 0           | 0         | 0         | 0         | 6     | 0     | 0      | 0,00            |
| Sub-19 | 2012          | 6          | 0          | 0          | 0           | 0           | 0           | 5         | 0         | 0         | 11    | 0     | 0      | 0,00            |
| Sub-19 | 2013          | 3          | 0          | 0          | 0           | 0           | 0           | 0         | 0         | 0         | 3     | 0     | 0      | 0,00            |
| Sub-19 | Total         | 16         | 0          | 0          | 0           | 0           | 0           | 5         | 0         | 0         | 21    | 0     | 0      | 0,00            |
| Sub-20 | 2012          | 0          | 0          | 0          | 3           | 1           | 0           | 0         | 0         | 0         | 3     | 1     | 0      | 0,33            |
| Sub-20 | Total         | 0          | 0          | 0          | 3           | 1           | 0           | 0         | 0         | 0         | 3     | 1     | 0      | 0,33            |
| Abs | 2013          | 0          | 0          | 0          | 1           | 0           | 0           | 0         | 0         | 0         | 1     | 0     | 0      | 0,00            |
| Abs | 2014          | 0          | 0          | 0          | 3           | 0           | 0           | 3         | 0         | 0         | 6     | 0     | 0      | 0,00            |
| Abs | 2015          | 0          | 0          | 0          | 0           | 0           | 0           | 5         | 0         | 0         | 5     | 0     | 0      | 0,00            |
| Abs | 2016          | 5          | 0          | 0          | 0           | 0           | 0           | 7         | 0         | 0         | 12    | 0     | 0      | 0,00            |
| Abs | 2017          | 3          | 0          | 0          | 4           | 0           | 0           | 5         | 0         | 0         | 12    | 0     | 0      | 0,00            |
| Abs | 2018          | 0          | 0          | 0          | 2           | 0           | 0           | 5         | 0         | 0         | 7     | 0     | 0      | 0,00            |
| Abs | 2019          | 5          | 1          | 0          | 5           | 0           | 0           | 7         | 0         | 0         | 17    | 1     | 0      | 0,06            |
| Abs | 2020          | -          | -          | -          | -           | -           | -           | 1         | 1         | 0         | 2     | 1     | 0      | 0,50            |
| Abs | Total         | 13         | 1          | 0          | 15          | 0           | 0           | 34        | 1         | 0         | 63    | 2     | 0      | 0,04            |
| Total carrera                                                                                              | Total carrera | 39         | 1          | 0          | 18          | 1           | 0           | 47        | 1         | 0         | 105   | 3     | 0      | 0,03            |
| (4) Se incluyen partidos en fases clasificatorias, no incluye Torneo de Exentos ni Torneo Desarrollo UEFA. |               |            |            |            |             |             |             |           |           |           |       |       |        |                 |

#### Participaciones en fases finales
| Competición          | Categoría | Sede                | Resultado       | Partidos | Goles |
| -------------------- | --------- | ------------------- | --------------- | -------- | ----- |
| Eurocopa Sub-19 2010 | Sub-19    | Macedonia del Norte | Fase de grupos  | 1        | 0     |
| Eurocopa Sub-19 2011 | Sub-19    | Italia              | Semifinalista   | 3        | 0     |
| Mundial Sub-20 2012  | Sub-20    | Japón               | Fase de grupos  | 3        | 1     |
| Eurocopa 2017        | Absoluta  | Países Bajos        | Fase de grupos  | 3        | 0     |
| Mundial de 2019      | Absoluta  | Francia             | Cuartofinalista | 5        | 0     |
| Total                | –         | –                   | –               | 15       | 1     |

## Palmarés

### Campeonatos nacionales
| Título           | Club               | País   | Año       |
| ---------------- | ------------------ | ------ | --------- |
| Serie A          | Brescia            | Italia | 2013-14   |
| Supercoppa       | Brescia            | Italia | 2014      |
| Copa Italia      | Brescia            | Italia | 2014-15   |
| Supercoppa       | Brescia            | Italia | 2015      |
| Serie A          | Brescia            | Italia | 2015-16   |
| Copa Italia      | Brescia            | Italia | 2015-16   |
| Serie A          | Fiorentina         | Italia | 2016-17   |
| Copa Italia      | Fiorentina         | Italia | 2016-17   |
| Supercoppa       | Fiorentina         | Italia | 2017      |
| Copa Italia      | Fiorentina         | Italia | 2017-18   |
| Primera División | Atlético de Madrid | España | 2018-2019 |
| Copa Italia      | Roma               | Italia | 2020-21   |